# Липе (Барним)
Липе (нем. Liepe) — община в Германии, в земле Бранденбург.
Входит в состав района Барним. Подчиняется управлению Одерберг. Население составляет 753 человека (на 31 декабря 2010 года). Занимает площадь 10,76 км².
| Год  | Население |
| ---- | --------- |
| 2005 | 795       |
| 2010 | 757       |